# Literaturpreis der Landeshauptstadt Hannover
Der Literaturpreis der Landeshauptstadt Hannover ist ein deutscher Literaturpreis, der von der Stadt Hannover seit 2017 im zweijährigen Wechsel mit dem Hölty-Preis verliehen wird. Der Preis knüpft an die 2005 bzw. 2006 eingestellten Preise Gerrit-Engelke-Preis und Kurt-Morawietz-Literaturpreis an. Der mit 10.000 Euro dotierte Preis wird durch eine Jury an Autoren vergeben, die am Anfang ihrer literarischen Arbeit stehen und deren ausgezeichnetes Werk möglichst nicht älter als zwei bis vier Jahre ist.
Der Jury gehören 2023 an:
- Alexander Košenina (Professorin für Deutsche Literatur an der Leibniz Universität Hannover),
- Volker Petri (Geschäftsführer des Börsenvereins Landesverband Nord e. V.),
- Mariel Reichard (Geschäftsführung und Programmleitung des Literarischen Salons der Leibniz Universität Hannover)
- Konstanze Beckedorf (Kulturdezernentin Hannover) und
- Juan S. Guse (Schriftsteller, Erster Preisträger des Literaturpreises der Landeshauptstadt Hannover)

Preisträger
- 2017: Juan S. Guse für Lärm und Wälder
- 2019: Deniz Utlu, u. a. für Die Ungehaltenen[2]
- 2021: Anna Prizkau für Fast ein neues Leben[3]
- 2023: Sven Pfizenmaier für Draußen feiern die Leute[4]